# Audea arabica
Audea arabica är en fjärilsart som beskrevs av Hans Rebel 1907. Audea arabica ingår i släktet Audea och familjen nattflyn. Inga underarter finns listade i Catalogue of Life.

## Bildgalleri

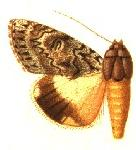